# Le Papillon Fantastique
Le Papillon Fantastique és una pel·lícula muda estrenada el 1909, dirigida i interpretada per Georges Méliès en el paper de mag. La pel·lícula va ser produïda per la companyia francesa Star Film, i en els seus catàlegs consta amb la referència 1530–1533. Es tracta d'una pel·lícula perduda de la que es va descobrir un fragment de quasi dos minuts pintat a mà.

## Argument
En el fragment de la pel·lícula que es conserva es veu com en un espectacle, un mag fa aparèixer de dins d'una piràmide buida de cartró una noia amb ales de papallona que es queda sobre una petita tarima batent les ales. Després, porta una diana al mig de l'escenari i la tapa amb la mateixa piràmide, pren un rifle i hi dispara. La piràmide s'obre i forma una estrella al voltant de la piràmide. Amb uns moviments màgics fa aparèixer una noia flotant al mig de l'estrella. Es concentra la converteix en una aranya amb cos de dona. La noia papallona, espantada, intenta fugir però es capturada per l'aranya. El mag, després d'alliberar-la dispara a l'altra amb el rifle i fa que desaparegui.